# Reino de Calabar
El Reino de Calabar o Elem Kalabari, en relación con la denominación europea de la ciudad de Vieja Calabar, o Reino de Buguma, en relación con la ciudad de Buguma, conocido desde que fue convertido en protectorado como Nueva Calabar, fue una ciudad-Estado africana que ocupó una pequeña parte del delta del Níger, en lo que actualmente es Nigeria. Estaba integrado por los kalabari, una tribu de la etnia ijaw. Actualmente está reconocido como uno de los Estados tradicionales de Nigeria. En 1885 pasó a formar parte del protectorado de la Costa del Níger, adquiriendo en torno a 1900 la denominación de Nueva Calabar.
El título del soberano es amanayabo. Los territorios reconocidos actualmente por Nigeria como parte del Estado tradicional de Calabar incluyen las ciudades de Abonnema, Bakana y Buguma, donde se encuentra la residencia real. Estas localidades se asientan sobre antiguos terrenos controlados por Elem Kalabari.

## Historia
En 1879 el rey de Elem Calabar había prohibido las relaciones con los británicos, que estaban deseosos de formar protectorados en el delta del Níger. Sin embargo, disensiones internas causaron que Will Braide, que era visto como una amenaza por el rey, se asentara en un nuevo lugar, Bakana, hecho que causó inestabilidades en el país. Un grupo de kalabaris se marchó de Calabar en 1881, fundando la ciudad de Bakana. En 1883 otros kalabaris hicieron lo propio, fundando Abonnema. En 1884 algunos kalabaris, liderados por Bob Manuel, se marcharon de la ciudad y fundaron Buguma, población a la que se trasladó la corte. Se formó una guerrilla que obligó a Calabar a pedir ayuda británica. El enfrentamiento se saldó con la firma de un tratado de paz entre los británicos, los jefes locales y el rey. En el contexto de la conferencia de Berlín (1884-85), los británicos unieron Calabar y otros territorios en el protectorado de la Costa del Níger (en inglés, Oil Rivers Protectorate).

## Reyes

### Estado independiente
A continuación se listan los últimos monarcas independientes de Calabar, así como los años de inicio y finalización de sus reinados.
| Inicio        | Fin           | Monarca                       |
| ------------- | ------------- | ----------------------------- |
| 1770          | 1790          | Amachree I                    |
| 1790          |               | Amachree II                   |
|               | Abril de 1863 | Amachree III                  |
| Abril de 1863 | 1900          | Amachree IV (Abbe Princewill) |

### Protectorado y República de Nigeria
Monarcas tras convertirse el país en protectorado británico y en la República de Nigeria:
| Inicio             | Fin                | Monarca                                                  |
| ------------------ | ------------------ | -------------------------------------------------------- |
| 1900               | 1918               | Amachree V (Charlie Keini)                               |
| 1919               | 1927               | Amachree VI (Willie Keini)                               |
| 1927               | 1960               | Amachree VII (Obenibo J.T. Princewill)                   |
| 1960               | 1973               | Amachree VIII (Frederick Princewill) (n. 1884 – f. 1960) |
| 1973               | 1975               | Amachree IX (Cottone Keini)                              |
| 1975               | 7 de junio de 1998 | Amachree X (Abbiye Suku) (f. 1998)                       |
| 7 de junio de 1998 | 2002               | Vacant                                                   |
| 2002               |                    | Amachree XI (Theophilus J.T. Princewill) (n. 1930)       |